# 黄麺鶏

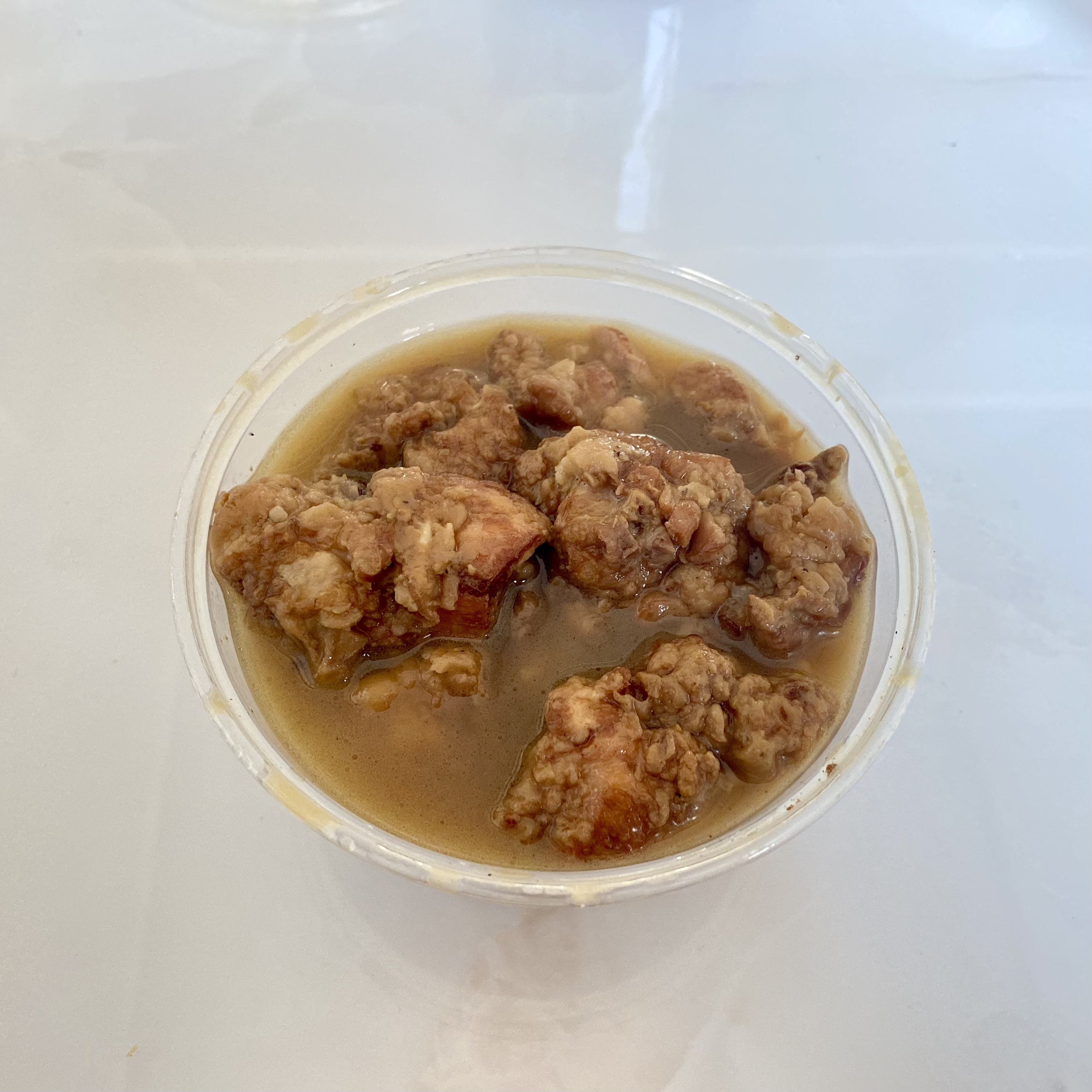
黄麺鶏

黄麺鶏（こうめんけい）は、中国山東省徳州の伝統的な料理である。作り方は、まず鶏肉を切り、一旦油で揚げて、そして煮込んで完成する。黄麺鶏を作るには、揚げると煮込むという2つのプロセスが必要で、少し面倒である。徳州の人々は、春節の前後によくこの料理を食べる。作るのに手間がかかるため、徳州以外の地域ではあまり見かけないという。